# Ministri presidenti dell'Assia
Il Ministro presidente dell'Assia (in tedesco: Hessenicher Ministerpräsident) è il capo del governo del Länder tedesco dell'Assia.

## Elenco
| Immagine | Ministro presidente (nascita-morte) | Partito        | Mandato          |
| -------- | ----------------------------------- | -------------- | ---------------- |
|          | Karl Geiler (1878 - 1953)           | indipendente   | 1945 - 1946      |
|          | Christian Stock (1884 - 1967)       | SPD            | 1946 - 1950      |
|          | Georg-August Zinn (1901 - 1976)     | SPD            | 1950 - 1969      |
|          | Albert Osswald (1919 - 1996)        | SPD            | 1969 - 1976      |
|          | Holger Börner (1931 - 2006)         | SPD            | 1976 - 1987      |
|          | Walter Wallmann (1932 - 2013)       | CDU            | 1987 - 1991      |
|          | Hans Eichel (1941)                  | SPD            | 1991 - 1999      |
|          | Roland Koch (1958)                  | CDU            | 1999 - 2010      |
|          | Volker Bouffier (1951)              | CDU dell'Assia | 2010 - 2022      |
|          | Boris Rhein (1972)                  | CDU dell'Assia | 2022 - in carica |